# Ringo 2012
Ringo 2012 är Ringo Starrs 16:e studioalbum. Albumet släpptes den 31 januari 2012 i USA och i övriga världen den 30 januari. Den första singeln, Wings, är en låt från Ringos album från 1977, Ringo the 4th. Titeln till albumet är hämtad från Ringos mest framgångsrika soloabum Ringo från 1973.

## Låtlista
| Nr           | Titel                                                                        | Kompositör                    | Längd |
| ------------ | ---------------------------------------------------------------------------- | ----------------------------- | ----- |
| 1.           | Anthem                                                                       | Richard Starkey, Glen Ballard | 5:01  |
| 2.           | Wings (lead single, a re-recording of a song originally released in 1977)    | Starkey, Vini Poncia          | 3:31  |
| 3.           | Think It Over (cover of Buddy Holly song)                                    | Buddy Holly, Norman Petty     | 1:48  |
| 4.           | Samba                                                                        | Starkey, Van Dyke Parks       | 2:48  |
| 5.           | Rock Island Line (cover)                                                     | (Arrangement by Starkey)      | 2:59  |
| 6.           | Step Lightly (a re-recording of a song originally released on Ringo in 1973) | Starkey                       | 2:44  |
| 7.           | Wonderful                                                                    | Starkey, Gary Nicholson       | 3:47  |
| 8.           | In Liverpool                                                                 | Starkey, Dave Stewart         | 3:19  |
| 9.           | Slow Down                                                                    | Starkey, Joe Walsh            | 2:57  |
| Total längd: | Total längd:                                                                 | Total längd:                  | 28:55 |